# Наталія де Барбаро
Наталія де Барбаро (нар. 1970) – польська письменниця та соціальна психологиня, соціологиня, тренерка із соціальних навичок.
Організовує майстер-класи для жінок: «Своя власна кімната», «Дикі дівчата» та «Ніжні струни». Співпрацює як колумністка з журналами «Wysokie Obcasy» та «Charaktery». Викладає в Ягеллонському університеті.
Була головним стратегом кампанії Дональда Туска на президентських виборах 2005 року.

## Творчість

### Поезія
- 2010 – Темна кімната /Ciemnia
- 2017 – Тканина /Tkanka
- 2021 – Деревій, Кульбаба, Ілюзія /Krwawnik, mniszek, ułudka

### Проза
- 2021 – У пошуках чуйності. Жіночий шлях до себе /Czuła przewodniczka
- 2023 – Пряжа /Przędza

## Нагороди
Книжка «У пошуках чуйності» (пол. Czuła przewodniczka) стала бестселером видавництва Empik 2021 року в категорії «Особистісний розвиток».

## Приватне життя
Наталія де Барбаро — донька професора Богдана де Барбаро. Має чоловіка та названого сина.

## Переклади українською
2025 року у видавництві «Creative Women Publishing» вийшов український переклад книжки «У пошуках чуйності. Жіночий шлях до себе». Перекладачка — Галина Крук.